# Llau del Rengat
La llau del Rengat és una llau del terme municipal de Castell de Mur, dins de l'antic terme de Mur, al Pallars Jussà, en terres de Vilamolat de Mur.
Es forma per la confluència del barranc de Fórnols amb la llau dels Mallols, al nord-est de Casa Ginebrell i de la torre medieval de Torre Ginebrell, i s'ajunta amb la llau del Romeral al sud-est d'aquesta mateixa casa i torre, per formar el barranc de Sant Gregori.